# Geoffrey Kirui
Geoffrey Kirui (ur. 16 lutego 1993) – kenijski lekkoatleta, długodystansowiec, mistrz świata w maratonie (2017).

## Osiągnięcia
| Rok  | Impreza                                   | Miejsce     | Konkurencja      | Pozycja     | Wynik    |
| ---- | ----------------------------------------- | ----------- | ---------------- | ----------- | -------- |
| 2011 | Mistrzostwa Afryki juniorów               | Gaborone    | bieg na 10 000 m | 1. miejsce  | 27:55,74 |
| 2012 | Mistrzostwa świata juniorów               | Barcelona   | bieg na 10 000 m | 3. miejsce  | 28:30,47 |
| 2013 | Mistrzostwa świata w biegach przełajowych | Bydgoszcz   | bieg seniorów    | 15. miejsce | 33:38    |
| 2013 | Mistrzostwa świata w biegach przełajowych | Bydgoszcz   | drużyna seniorów | 3. miejsce  |          |
| 2015 | Igrzyska afrykańskie                      | Brazzaville | bieg na 10 000 m | 5. miejsce  | 28:09,65 |
| 2017 | Mistrzostwa świata                        | Londyn      | maraton          | 1. miejsce  | 2:08:27  |
| 2019 | Mistrzostwa świata                        | Doha        | maraton          | 14. miejsce | 2:13:54  |

## Rekordy życiowe
- bieg na 5000 metrów – 13:16,68 (1 czerwca 2013, Eugene)
- bieg na 10 000 metrów – 26:55,73 (16 września 2011, Bruksela)